# Ernest-Frédéric de Bade-Durlach
Ernest-Frédéric de Bade-Durlach (né le 17 octobre 1560 à Durlach; mort le 14 avril 1604 à Remchingen) co-margrave de Bade-Durlach de 1577 à 1604, margrave de Bade-Bade de 1596 à 1604.

## Biographie

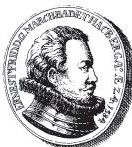
Margrave Ernst Friedrich von Baden-Durlach

Ernest-Frédéric est le fils aîné du Margrave Charles II de Bade-Durlach et d'Anne de Palatinat-Veldenz. À partir  de 1577, il reçoit son éducation à la cour de son régent et beau-frère, le duc Luthérien Louis VI de Wurtemberg.

### Régence 1577-1584
Après la mort de son père, un Conseil de régence constitué de sa mère Anne et l'Électeur-Palatin Louis VI du Palatinat, jusqu'en 1583, le duc Philippe-Louis de Neubourg et le duc Louis VI Le Pieux de Wurtemberg gouvernent Bade-Durlach en son nom.

### Division des domaines
Ernest-Frédéric et son frère cadet, Jacques, cherchent à obtenir chacun un domaine. Les dernières volontés de  Charles II rejetaient cette partition mais, son testament n'ayant pas été signé et scellé, les régents survivants donnent donc leur accord pour une division du pays.  Ernest-Frédéric reçoit le bas Pays de Bade, comprenant les grandes cités de  Durlach et Pforzheim.

### Règne
Ernest-Frédéric parvient au pouvoir à sa majorité en 1584. Il fonde le premier Gymnasium Illustrie dans le margraviat.  Sa conversion du Luthéranisme au Calvinisme et son occupation militaire du haut Pays de Bade provoque de graves conflits, même avec la puissance impériale dont les conséquences sont le ravage du bas Pays de Bade et finalement des pertes de territoires.
Ses frères Jacques III et Georges-Frédéric avait également reçu des parties du pays, si bien que le pays de Bade se trouve partagé au-delà de la division antérieure entre Bade-Durlach et Bade-Bade. Le margraviat de Bade-Hachberg revient à Ernest-Frédéric en 1590 après la mort de Jacques III mais c'est son frère Georges-Frédéric qui réunifiera la totalité du margraviat de Bade-Durlach après la mort d'Ernest-Frédéric en 1604.

### Union
Le margrave Ernest-Frédéric épouse le 21 décembre 1585 Anne de Frise orientale, née le 26 juin 1562 - morte le  21 avril 1621, fille du comte Edzard II de Frise orientale et veuve de l'un de ses régents Louis VI du Palatinat, leur union reste stérile.